# Джордж Смут
Джордж Фитцджералд Смут III (на английски: George Fitzgerald Smoot III) е американски астрофизик и космолог, носител на Нобелова награда за физика за 2006 г., заедно с Джон Мадър.
Неговата работа, със спътника COBE, е помогнала в утвърждаването на теорията за Големия взрив, както и за даване на началото на космологията като точна наука.

## Биография
Роден е на 20 февруари 1945 г. в Юкон, Флорида. През 1966 г. завършва едновременно математика и физика в Мазачузетския технологичен институт и защитава докторска степен (PhD) през 1970, също в MIT. Понастоящем е професор в Калифорнийския университет в Бъркли.

## Научна дейност
Малко след дипломирането си заедно с Луис Алварес реализира опита HAPPE, който търси антиматерия в горните слоеве на атмосферата, ефект, предвиждан от теорията на стационарната вселена, който дава отрицателен резултат.
По-късно започва да се интересува от реликтовото излъчване, открито от Арно Пензиас и Робърт Уилсън през 1964 г., и неговото значение за космологията. Според някои теории от онова време Вселената може да се върти, което означава, че температурата на реликтовото излъчване, идващо от различни части от небето, трябва да се променя. Заедно с Алварес и Ричард Мюлер, построява радиометър, който измерва разликата в температурата на реликтовото излъчване, идващо от две точки, отдалечени на 60° една от друга. Резултатът от опита е, че в рамките на прецизността на инструмента ъгловата скорост на Вселената е нулева. Все пак инструментът засича температурна разлика от друго естество – поради ефекта на Доплер, което се дължи на факта, че Слънцето, заедно с целия Млечен път, не е неподвижно спрямо реликтовия фон, а се движи със скорост 600 км/с. Това движение вероятно се дължи на гравитационното привличане на Големия атрактор, и в резултат на което, точката, към която Млечния път привидно се приближава („апекс“), изглежда с по-висока температура, а антиапекса с по-ниска.
След отчитането на ефекта на Доплер изглежда, че реликтовото излъчване е еднообразно във всички точки от небесната сфера. Но ако лъчението е еднообразно и изотропно, то такава трябва да е била и младата Вселена в епохата преди рекомбинацията, ехо от която е реликтовото излъчване. Този извод противоречи на съвременните наблюдения, които разкриват, че в дребен мащаб Вселената е хетерогенна (съществуват купове галактики, звезди). Но при липсата на нееднородности младата Вселена ще продължи да се разширява и ще остане хомогенна, което ще възпрепятства образуването на наблюдаваните днес структури.
В края на 70-те години Смут работи върху проект за спътник, който трябва да открие тези нееднородности. Проектът му за конструирането на този спътник, на стойност $160 млн., наречен COBE, е изведен в орбита на 18 ноември 1989 г. След двегодишни изследвания, екипът от учени, работещи на COBE, оповестява откриването на малки флуктуации в реликтовото излъчване, резултати, свидетелстващи за началото на Вселената, за които Смут казва: „Сякаш поглеждаме към Бог“.
Днес Смут сътрудничи на екипа на спътника Планк – уред от трето поколение за наблюдение на реликтовото излъчване, както и на екипа на спътника SNAP – Бъркли, който ще наблюдава тъмната материя.